# Richardis van Sualafelgau
Richardis van Sualafeldgau (ca. 950 – 994) (ook: Richwara, Richeza), dochter van graaf Ernst IV van de Sualafeldgau (zoon van Ernst III, zoon van Ernst II, zoon van Ernst I van Sualafeld en Irmgard - Ernst I was zoon van Ernst I van de Nordgau). Zij huwde met Leopold I van Oostenrijk. Het paar had volgende kinderen:
- Hendrik I van Oostenrijk
- Judith
- Ernst I van Zwaben
- Poppo, in 1007 proost van de kathedraal van Bamberg, 1016 aartsbisschop van Trier, voogd van zijn neef Ernst II van Zwaben, ovl. 1047, begraven in Sint Simeon te Trier en in 1803 overgebracht naar Sint Gervasius
- mogelijk Liutpold
- Adelbert van Oostenrijk
- Cunigonde
- Hemma, gehuwd met graaf Rapoto van Dießen
- Christine.

Richardis zou zijn overleden op de dag van de moordaanslag op haar man. Zij is begraven in de abdij van Melk.